# Рудаков, Сергей Борисович
Сергей Борисович Рудако́в (21 октября 1909, Винница — 15 января 1944, Могилевская область, Белорусская ССР) — советский поэт и литературовед. Автор исследований стихотворных произведений А. С. Пушкина и поэтов его окружения. Близкий знакомый О. Э. Мандельштама в воронежской ссылке, оставивший в своём архиве уникальные записи некоторых стихов поэта, комментарии к ним и биографические свидетельства. Стихи Рудакова вошли в поэтические антологии авторов, погибших на Великой Отечественной войне.

## Биография
Родился 8 [21] октября 1909 года в Виннице в семье командира 47-го пехотного Украинского полка. Отец, Борис Александрович Рудаков (15.05.1857- 21.08.1920), происходил из потомственных дворян Московской губернии. Кадровый офицер. Окончил 1-е военное Павловское училище (1878). Участник Первой мировой войны, генерал-майор. В декабре 1916 г. уволен по болезни. Проживал в Самаре. После свержения советской власти в Самаре поступил добровольцем в белую Народную армию Комуча. Был арестован большевиками в Новониколаевске по обвинению в контрреволюционной деятельности и расстрелян в тюрьме Омска. Реабилитирован 21.05.1996. Вместе с отцом были расстреляны и старшие братья. Семье в начале 1920-х годов удалось переехать в Ленинград. Мать С. Б. Рудакова — Любовь Сергеевна (урождённая Максимова) — умерла в 1932 г.
В 1928 году С. Рудаков поступил в Ленинграде на литературное отделение Высших государственных курсов искусствоведения при Институте история искусств Наркомпроса РСФСР, лекции в котором читали известные филологи и литературоведы Ю. Н. Тынянов, В. Б. Шкловский, Б. В. Томашевский, Б. М. Эйхенбаум и другие. По предложению Тынянова Рудаков участвовал в подготовке к изданию сборника стихотворений В. К. Кюхельбекера.
В 1930 году в связи с закрытием курсов был вынужден устроиться на работу чертежником. Некоторое время жил в Керчи в доме матери жены,  бывшей слушательницы курсов искусствоведения, подрабатывая там архитектурными чертежами, но оставил семью и вернулся в Ленинград. Женился вторым браком на Лине Самойловне Финкельштейн. 
На волне репрессий, предлогом для которых послужило убийство С. М. Кирова, по решению об административном выдворении из Ленинграда лиц дворянского происхождения С. Рудаков был выслан в Воронеж, где и жил с марта 1935 по июль 1936 года.
После возвращения в Ленинград С. Рудаков преподавал литературу в школе для взрослых. Участвовал в работе Пушкинской комиссии Академии наук. Его доклад «Новые редакции стихов Катенина (по авторскому экземпляру сочинений Катенина 1832 г.)» в 1940 году был принят к изданию в VII томе «Временника Пушкинской комиссии», который не вышел из-за начавшейся войны. В 1941 году окончил заочное отделение языка и литературы Государственного педагогического института им. А. И. Герцена.
В первые дни Великой Отечественной войны был призван в морскую пехоту. Воевал на Ленинградском фронте, был тяжело ранен и контужен в бою под Невской Дубровкой в ноябре 1941 года. После длительного лечения в госпиталях лейтенанта Рудакова признали ограниченно годным к военной службе. С лета 1942 года он служил в Москве в военкомате инструктором Всевобуча. Используя все доступные в условиях военного времени возможности, одновременно активно включился в литературную и научную работу, выступал с историко-литературными сообщениями на ученых собраниях остававшихся в Москве литературоведов. Начал работу над диссертацией. Подготовил к публикации статью о ритмико-синтаксической структуре пушкинского «Медного всадника», весьма высоко оцененную Б. В. Томашевским, который при её обсуждении сказал, что затронутые в ней вопросы "очень новы; с этой точки зрения никто из исследователей не подходил к «Медному всаднику», и позднее ссылался на неё в собственной работе, посвященной строфике Пушкина, но при жизни автора его литературоведческие работы опубликованы не были.
В 1943 году он окончил Ленинградский Университет. За попытку оформить своему знакомому-толстовцу отсрочку от призыва был арестован и после 3-месячного заключения в Бутырской тюрьме по собственной просьбе отправлен в штрафной батальон. 2 декабря 1943 года написал в письме к Э. Г. Герштейн «…физически чувствую себя убийственно. И, не хуже Лермонтова в его последний проезд через Москву, думаю, что с передовой не вернусь»:
… На снегу не красною, а черной 

Кажется пролившаяся кровь… 

…Сколько по сугробам ни броди, 

Стежка оборвется где-нибудь. 

Доброй памятью меня прости, 

Сердцем ласковым — не позабудь.

«Мне опять готовиться в дорогу» (4-6 ноября 1943)
С. Б. Рудаков погиб 15 января 1944 года в бою и похоронен в деревне Устье Чаусского района Могилевской области.

## Работа с Мандельштамом
В годы ссылки в Воронеже С. Б. Рудаков сблизился с О. Э. Мандельштамом. В своих воспоминаниях Н. Я. Мандельштам заметила, что всех входивших в воронежский круг общения с Осипом Эмильевичем объединяла «любовь к стихам. Очевидно, это требует той степени интеллигентности, которая обрекает у нас людей на гибель или в лучшем случае на ссылку». Рудаков прекрасно знал русскую поэзию, как старую, начиная с XVIII века, так и современную. Познакомившаяся с Рудаковым в Воронеже Н. Штемпель оставила его словесный портрет: «Высокий, с огромными темными глазами, несколько крупными чертами лица: резко очерченный рот, черные брови с изломом, длинные ресницы и какие-то особенные тени у глаз — он был очень красив. Недаром Ахматова говорила о „рудаковских глазах“. Человек он был эмоциональный, горящий. Сразу, с первого нашего знакомства,… говорили о любимых поэтах… От Сергея Борисовича я впервые услышала воронежские стихи Мандельштама. Он читал мне их очень часто. Об Осипе Эмильевиче Рудаков говорил с восторгом».
После нескольких встреч О. Э. Мандельштам увидел в Рудакове своего возможного биографа и комментатора будущего собрания сочинений. Они предприняли попытку создать автокомментарии и биографические ссылки ко всему комплексу произведениям Мандельштама, начиная с 1907 г. и кончая последними воронежскими стихами. С 23 мая 1935 г. началась выверка вариантов и диктовка стихов. Рудаков записал: «Обнаружились большие вещи, им начисто забытые. Вещи порой первоклассные». Осенью того же года приступили к составлению примечаний к прозаическим произведениям «Шуму времени» и «Египетской марке». Э. Г. Герштейн писала про результаты работы Рудакова, «что по крайней мере 20 блокнотов были им заполнены под диктовку Осипа Мандельштама, дающего „ключ“ к своим стихам».
В феврале 1936 года Мандельштам познакомил С. Б. Рудакова с приезжавшей в Воронеж А. А. Ахматовой. Рудаков рассказал ей о своих планах работы над Гумилёвым и записал: «С А. А. много говорил о работе. Доверие беспредельное… Мы друг друга с полуслова понимаем, будто я с ними в Цехе Поэтов был…» При отъезде Анна Андреевна надписала ему на книге «Anno Domini»: «Сергею Борисовичу Рудакову на память о моих Воронежских днях. Ахматова. 11 февр. 1936. Вокзал». В фонде Ахматовой в Государственной Публичной библиотеки им. М. Е. Салтыкова-Щедрина сохранилась её отдельная небольшая новелла, посвященная Рудакову.
Известны рисованные пером и тушью изображения поэтов работы Рудакова — силуэт О. Э. Мандельштама, выполненный 24 апреля 1935 года и три силуэта А. А. Ахматовой, выполненные 7 и 11 февраля 1936 г..
Мандельштаму Рудаков посвятил и одно из своих стихотворений:
О. М.

Раскрутился змеистый снежок.

Путь заказан Владимиру чинный.

С двери отнят засов. Послух свечи возжег

Чистой Матери Десятинной.

Ночь стоит. По морозу полозья скрипят.

Кони глазом косят озверело:

О дощатые стены домовья не в лад

Ударяется мерзлое тело.

(1939? )
В собственном поэтическом творчестве испытал влияние М. И. Цветаевой. Узнав в 1942 г. о трагической гибели Цветаевой в Елабуге в те дни, когда сам поэт был на ленинградском фронте, откликнулся стихотворением «31 августа»:
Как судьбу косматую отрину, 

Огоньки сгоню с болот. 

Год назад я потерял Марину 

И не знал об этом целый год. 

Происшедшее теперь яснее, 

Объяснимей лютый смысл утрат: 

Сам того не зная — с нею 

Я утратил милый Ленинград.

И когда, с высот склоняясь, в очи 

Смотрят звезды бархатных очей, 

Я утратил средь кромешной ночи 

Зной и негу киевских ночей. 

И еще — спасите, люди, люди! — 

Боль и холод каменных сердец — 

Залпы собственных орудий 

Царскосельский ранили дворец. 

Новое свершается крещенье 

Той неравной танковой войны. 

А в тебе и слезы, и прощенье, 

Нежная, погибшая за ны… 

(Июль — сентябрь 1942)
Доверительно-дружеские отношения поэтов к Рудакову сохранились и после возвращения его в Ленинград. У него хранились некоторые автографы Мандельштама и часть гумилевского архива, переданного ему для работы Ахматовой. В годы войны в письмах жене ощущалась постоянная озабоченность Рудакова судьбой остававшихся в пустой ленинградской квартире бесценных материалов. К сожалению, после гибели его на фронте найти большую часть архива не удалось. Ахматова посвятила ему стихотворение «Памяти друга»:
И в День Победы, нежный и туманный,

Когда заря, как зарево, красна,

Вдовою у могилы безымянной

Хлопочет запоздалая весна.

Она с колен подняться не спешит,

Дохнет на почку, и траву погладит,

И бабочку с плеча на землю ссадит,

И первый одуванчик распушит.

(1945)
Глеб Струве во вступительной статье к первому тому собрания сочинений Мандельштама (1967 г.) писал: «Подробностей жизни Мандельштама в период трехлетней ссылки в Воронеже мы не знаем».
Дополнить картину жизни и творческой деятельности поэта удалось, в том числе, и благодаря сохранившимся письмам и записям С. Б. Рудакова.

## Семья
- Отец — Борис Александрович Рудаков (15.05.1857—21.08.1920)
- Мать — Любовь Сергеевна, урождённая Максимова (?—1932)
- Первая жена  — Мария Самойловна Хейфец (1908—1974) сокурсница по институту истории искусств, родом из Керчи. В 1934 разошлись[21]. 
  - Дочь — Мария (род. 1931)[21]
- Вторая жена (в 1934) — Лина Самойловна (Полина Самуиловна) Финкельштейн (1906—1977)[22], уроженка Киева, в 1930 окончила ЛГУ[23], работала в Институте профессиональных заболеваний, готовила диссертацию по психотехнике (не защитила)[21]. Потеряла работу в связи с гонениями на психологию, работала библиотекарем, бедствовала. Начиная с 1948 года, стала продавать отданный на хранение её мужу архив Николая Гумилёва (Эмме Герштейн сообщила, что ранее она ошибалась, утверждая, что архив цел, и что он погиб во время войны), а позже продала хранящуюся у неё часть архива Осипа Мандельштама, при этом утверждала, что она была изъята при аресте[24][22][25].

### Комментарии
1. ↑  Сборник был издан в малой серии «Библиотеки поэта» в 1937 году с указанием Тынянова на участие С. Б. Рудакова в текстологической работе с рукописями В. К. Кюхельбекера
2. ↑  Рудаков наизусть читал стихи А. П. Сумарокова и даже в ссылку взял с собой VIII том полного собрания его сочинений 1787 г. и, по выражению Э. Г. Гернштейн, «зачитывал Мандельштамов» Сумароковым.